# Vlaamse Sterrenkunde Olympiade
De Vlaamse Sterrenkunde Olympiade is een wedstrijd, een olympiade, die sinds 2008 in Vlaanderen wordt georganiseerd.  Ze wordt georganiseerd door de Vereniging Voor Sterrenkunde (VVS), de Jongerenvereniging voor Sterrenkunde (JVS), de afdeling Sterrenkunde van de KU Leuven, UGent en de VUB, in samenwerking met de Nederlandse Sterrenkunde Olympiade.
Het doel is om jongeren van het laatste secundair hun opgedane kennis over wetenschappen te laten synthetiseren door vragen over het heelal te beantwoorden. Eenvoudige fysica-, chemie- en wiskundekennis toont de jongeren de werking van de kosmos.

## Wedstrijd
De Olympiade bestaat uit twee rondes. De eerste ronde bestaat uit een combinatie van meerkeuzevragen en open vragen die via de officiële internetsite gedownload kunnen worden. Daarnaast worden de vijf beste kandidaten uitgenodigd een waarnemingsvoorstel uit te werken tegen de finaledag.  De hoofdprijs was tot 2019 een vliegreis naar La Palma, met inbegrip van een waarnemingsnacht met de Mercatortelescoop. In de coronajaren 2020 en 2021 was de hoofdprijs een telescoop.

## Geschiedenis
De Vlaamse Sterrenkunde Olympiade is er gekomen naar voorbeeld van de Nederlandse Sterrenkunde Olympiade. In 2008 was de eerste editie.  Talrijke Vlaamse jongeren streden voor de eerste plaats. Toen werd Sam Hoste uit Buggenhout de winnaar.

## Winnaars van de VSO
- 2023: Merline Bruyndonckx (Fast radio bursts en hun astronomische nut)
- 2021: Thibault Brackenier (Primordiale zwarte gaten)[1]
- 2020: Maxime Deryck (Crisis in de kosmologie: de Hubbleconstante)[2]
- 2019: Wout Goesaert (Op zoek naar quark sterren door middel van quark novae)
- 2018: Margot Winters (Detectie van magnetisme en gevolgen ervan in stervormingsgebieden van verre sterrenstelsels (z>0,5))
- 2017: Junyao Zhou (eLISA en de echo van Genesis)
- 2016: Thibeau Wouters (Donkere materie: de jacht op het ongrijpbare)
- 2015: Alexander Baumgartner (Oorsprong ultrahoogenergetische kosmische straling detecteren met Icecube)
- 2014: Bart Wijns (Gravitatiegolven: de ultieme test voor relativiteit)
- 2013: Sambid Adhikari (Studie van extreme-energie kosmische straling door JEM-EUSO)
- 2012: Marine De Clerck (PSR J1210-5209 kandidaat als quarkster?)
- 2011: Stijn Debackere (4U 0142+61: magnetar?)
- 2010: Nick Van Hoof (Botsende galaxieën in clusters)
- 2009: Siemen de Man (Recycling in de Melkweg)
- 2008: Sam Hoste